# 開放的美國學府
《開放的美國學府》（英語：Fast Times at Ridgemont High）是一部1982年美國青少年喜劇片，根據《滾石雜誌》自由撰稿人卡梅伦·克罗1981年同名著作改編，並由卡梅伦·克罗親自編劇。《開放的美國學府》描述克罗在加州聖迭戈克莱尔蒙特高中擔任臥底時的經驗。
《開放的美國學府》由艾米·黑格寧執導，亦為她的執導處女作，講述高中二年級生斯泰西·汉密尔顿（珍妮佛·傑森·李飾演）和马克·拉特纳（布莱恩·贝克飾演），以及他們各自較年長的朋友琳达·巴雷特（菲比·凯茨飾演）和迈克·达摩尼（羅伯特·羅農斯飾演）的故事。琳達和邁克認為他們在愛情上比斯泰西和迈克明智。全體演員之後分成兩個分情節，包括滑浪者傑夫·斯皮可利（西恩·潘飾演）面對紧张的历史老师肯德（雷·沃爾斯頓飾演），以及斯泰西的兄長、擔任大量入门级职位以償清車款的高中四年級生布拉德（祖德·萊茵霍爾德飾演）打算結束與他女友的戀情。
除了潘、萊因霍爾德、凯茨和利外，《開放的美國學府》亦造就部份電影明星的首次或早期登場，如當時稱為尼古拉斯·科波拉的尼古拉斯·基治、科力士·韋德加、埃里克·斯托爾茲和安東尼·愛德華。在上述演員中，潘、基治和韋德加在後來均曾奪得奧斯卡最佳男主角，其中潘更贏過2次。
2005年，《開放的美國學府》被美國國會圖書館國家影片登記表收錄，以表揚其對文化、历史和审美觀上的显著影響。

## 劇情
布拉德·汉密尔顿是一个受欢迎的高中四年級生。他已將大部份的車款繳清。他和女朋友莉莎在一家漢堡包店內任職。布拉德正在盤算著怎樣結束與莉莎的關係以便他在高中最後一年可以沉醉在一系列性关系之中。但是，布拉德因對一個討厭的顧客發脾氣而被解僱；但當他嘗試向莉莎告訴她對他有多重要時，莉莎卻提出分手並與其他男孩交往。布拉德辭去他下一份工作，因為他覺得穿著海盜制服送餐是一種侮辱。他找到一份在便利店的工作，他因成功阻止企圖搶劫獲升職為分店經理。
布拉德的妹妹斯泰西·漢密爾頓是一個15歲高中二年級生。她擔心自己不夠吸引力和經驗去認識，以至約會男孩。當她在工作的商場結識想約她的26歲立體音響銷售員時，她佯稱自己19歲。她偷偷地與他約會，並在一個壘球場的球員休息區做愛。雖然他送了斯泰西一束玫瑰，但之後斯泰西就與他失去聯絡。她向她的受欢迎、有性經驗的高中四年級生琳達說自己已失身，琳達說如她做多了，所受的傷害會減少。
賺錢以用作博彩和賣黃牛票的邁克·達摩尼幻想自己是女士的男人。他向他較年輕的朋友马克·拉特纳勾引女孩的秘訣。邁克騙馬克去邀請斯泰西去一家高檔餐廳去吃晚飯。餐後斯泰西邀約马克在約會之後去她的睡房。斯泰西想與馬克性愛，但他很快便因尷尬而離開。
之後，達摩尼去斯泰西家的後院泳池游泳，之後他與斯泰西的游泳池的房子內性愛。當斯泰西之後知會達摩尼她懷孕時，他同意繳付墮胎費用的一半，並載她到診所。但到手術當天，達摩尼不理會斯泰西，並拒絕接聽斯泰西的電話。絕望的斯泰西叫布拉德載她到保龄球馆。但斯泰西下車後，布拉德看見斯泰西去對面的墮胎診所。他回頭等候她，她叫他不要將此事告訴父母。有關達摩尼和斯泰西的事在學校流傳，導致達摩尼和馬克在男生更衣室的對立。
傑夫·斯皮可利是一個習慣服食大麻的冲浪者，嚴格的歷史老師肯德不能容忍斯皮可利无视他的课堂。在畢業舞蹈的晚上，肯德在斯皮可利家中出現，說他因為在上一學年浪費8小時課時，肯德要用晚上的時間作補償。他們進行一對一的課堂，直至斯皮可利理解課堂內容為止。斯皮可利趁里奇蒙特高中足球運動員查尔斯·杰斐逊帶他弟弟坐車兜風期間將查尔斯·杰斐逊的車砸毀。斯皮可利決定將車泊在學校前，並塗上由里奇蒙特高中的對手林肯高中所寫的诬蔑字句。杰斐逊對他那部贏過里奇蒙特高中比賽的車被砸表示憤怒。
除了馬克和斯泰西持續的關係以及布拉德升職成為分店經理之外，其他角色的命運在謝幕中反映：斯皮可利救了遇溺的波姬·小絲，並用獎金聘請范·海倫在他的生日派對中演出；琳達獲加州大學河濱分校收錄，並與她的变态心理學教授同居；達摩尼因炒賣奧齊·奧斯本的黃牛票被捕；肯德仍然相信每個人都吸毒。

## 演員
- 西恩·潘飾演傑夫·斯皮可利（Jeff Spicoli）
- 珍妮佛·傑森·李飾演斯泰西·漢密爾頓（Stacy Hamilton）
- 祖德·萊茵霍爾德飾演布拉德·漢密爾頓（Brad Hamilton）
- 羅伯特·羅農斯飾演邁克·達摩尼（Mike Damone）
- 布萊恩·貝克（Brian Backer）飾演馬克·拉特納（Mark "Rat" Ratner）
- 菲比·凱茨（Phoebe Cates）飾演琳達·巴雷特（Linda Barrett）
- 阿曼达·韦斯（Amanda Wyss）飾演莉莎（Lisa）
- 雷·沃爾斯頓（Ray Walston）飾演肯德老師（Mr. Hand）
- 科力士·韋德加飾演查爾斯·傑斐遜（Charles Jefferson）
- 斯科特·湯姆森（Scott Thomson）飾演阿诺德（Arnold）
- 文森特·舒亞瓦利（Vincent Schiavelli）飾演瓦加斯老師（Mr. Vargas）
- 拉娜·克拉克森（Lana Clarkson）飾演瓦加斯太太（Mrs. Vargas）
- 埃里克·斯托爾茲飾演吸毒的朋友（Stoner Bud）
- 安東尼·愛德華飾演吸毒的朋友（Stoner Bud）
- 尼古拉斯·科波拉飾演布拉德的朋友（Brad's Bud）
- 泰勒·尼古龙（Taylor Negron）飾演送披薩的人（Mr. Pizza Guy）
- 詹姆斯·鲁索（James Russo）飾演便利店劫匪（Convenience store robber）
- 帕梅拉·斯普林斯廷（Pamela Springsteen）飾演迪娜·菲利普斯（Dina Phillips）

## 製作

### 發展
《開放的美國學府》改編自卡梅倫·克羅於1981年所寫的同名著作，講述他一年來對加利福尼亞州聖迭戈克莱尔蒙特高中和與其結成朋友的學生的觀察，包括後來成為學生的安迪·拉思伯恩，亦即片中馬克·拉特納的原型。

### 選角
導演黑格寧起用包括當時沒有從影經驗的尼古拉斯·基治，他以「尼古拉斯·科波拉」一名參演本片，亦是他唯一一次以該名參演電影。本片亦是埃里克·斯托爾茲首次參演的作品，亦是安東尼·愛德華和科力士·韋德加早期參演的作品。克羅後來的妻子、紅心樂團成員南西·威爾森亦在片中客串，飾演「車上的美女」。

## 原聲帶
| 評論得分 | 評論得分 |
| 來源     | 評分     |
| -------- | -------- |
| Allmusic | [ 7 ]    |

《開放的美國學府》的原聲帶在《告示牌》唱片榜中排名第54位。唱片中收錄了1980年代搖滾歌手的作品。
部份片中的歌曲另行以單曲推出，如杰克逊·布朗的《某人的嬰兒》，曾排名告示牌百强单曲榜的第7位。其他單曲包括由萨米·黑格主唱的主題曲、提摩西·許密特主唱的《这么多的爱》、威夫林樂隊主唱的《在收音機長大》和喬·沃爾什的《踐踏華夫》。除了施密特和沃爾什外，唱片亦收錄老鷹樂團其餘兩位成員唐·亨利和唐·费尔德的歌曲。原聲帶亦收錄吉米·巴菲特的《我不知道（斯皮可利主題）》
五首在電影中出現的歌曲並沒有收錄在原聲帶唱片中，包括汽車合唱團的《在立体聲移動》、湯姆·佩蒂與傷心人樂團的《美國女孩》、加油合唱團的《我们的节奏》、齐柏林飞船的《克什米爾》和鲍比·赫尔姆斯的《圣诞铃声摇滚》。此外，在片中末段畢業舞會現場樂隊演奏的《生活在快车道》和《长毛恶霸》亦沒有收錄在原聲帶唱片中。
唐娜·桑默的歌曲《公路奔跑者》最初收錄在其雙專輯《我是彩虹》中，但唱片被後來桑默的唱片公司格芬唱片公司擱置，最終在1996年由水星唱片發行，該唱片已再一次絕版。
托德·朗德格倫亦因編劇克羅的請求為《開放的美國學府》錄製《态度》一曲。但該曲並沒有出現在片中，但在2001亦在朗德格倫的專輯《演示和失落》中收錄。 
作為DVD版聲音評述的導演黑格寧表示1970年代如老鷹樂團的經典搖滾歌手由兩位監製之一推薦的。巧合地，監製之一歐文·阿索夫是老鷹樂團的個人經理。
| 曲序 | 曲目                                 | 主唱            | 时长 |
| ---- | ------------------------------------ | --------------- | ---- |
| 1.   | 《某人的嬰兒》                       | 杰克逊·布朗     | 4:05 |
| 2.   | 《踐踏華夫》                         | 喬·沃爾什       | 3:40 |
| 3.   | 《愛的規則》                         | 唐·亨利         | 4:05 |
| 4.   | 《上城男孩》                         | 路易丝·高芬     | 2:45 |
| 5.   | 《这么多的爱》                       | 提摩西·許密特   | 2:25 |
| 6.   | 《在收音機長大》                     | 威夫林樂隊      | 3:43 |
| 7.   | 《你的眼睛看到的》                   | 杰拉德·麦克马洪 | 4:00 |
| 8.   | 《超速 》                            | 加油合唱團      | 2:11 |
| 9.   | 《不要孤獨》                         | 分閃樂隊        | 3:18 |
| 10.  | 《永不投降》                         | 唐·费尔德       | 4:15 |
| 11.  | 《快速時間（我們生命中的最佳年份）》 | 比利·斯奎尔     | 3:41 |
| 12.  | 《開放的美國學府》                   | 萨米·黑格       | 3:36 |
| 13.  | 《我不知道（斯皮可利主題）》         | 吉米·巴菲特     | 3:00 |
| 14.  | 《愛是原因》                         | 格雷厄姆·納許   | 3:31 |
| 15.  | 《我把它留给你》                     | 波科            | 2:55 |
| 16.  | 《公路奔跑者》                       | 唐娜·桑默       | 3:18 |
| 17.  | 《睡著的天使》                       | 史蒂薇·妮克絲   | 3:55 |
| 18.  | 《她是我的寶貝（和她失去控制）》     | 帕尔默/乔斯特   | 2:53 |
| 19.  | 《再見，再見》                       | 奧英哥·波英哥   | 4:34 |

## 反響

### 票房
環球電影於1982年8月13日安排本片在498間戲院有限度上映，上映一周後票房為250萬美元。其後擴至713間戲院上映，賺得325萬美元票房收入。本片的票房收入在1982年美國上映電影中排名第29位，賺得票房超過2700萬美元 ，是預算450萬美元的六倍。後來因在電視和發行家庭娛樂產品而令本片更為普及。
多年後，電影取得標誌性地位。在一次訪問中，西恩·潘曾說：「我们谁也没有對它采取自己生活有任何想法。」

### 評論
《開放的美國學府》根據48篇評論在爛番茄中獲得百分之七十九「確認新鮮」的評價，並取得「除了《開放的美國學府》有西恩·潘传奇的演出，電影永存亦因它準確捕捉學校、工作和青少年生活的細節。」的共識。
評論員對本片呈負面態度。罗杰·埃伯特表示雖然他讚賞詹妮弗·傑森·利、西恩·潘、菲比·凱茨和喬德格·萊因霍爾德的演技，但仍形容本片是「醜陋的電影」。珍妮特·马斯林則形容本片為「一个混乱的、但吸引人，又在主題上加添部份全新视角的青少年喜劇片。」

### 荣誉
《開放的美國學府》的劇本曾獲提名美國編劇工會獎最佳喜劇片。本片亦在AFI百年百大喜劇電影中排名第87位、美國精彩電視台一百大有趣電影中排名第15位和《娛樂周刊》最佳50部高中電影中排名第2位。

## 外傳電視劇
本片被哥倫比亞廣播公司於1986年改編成電視劇《快速時間》。雷·沃爾斯頓和文森特·舒亞瓦利重新飾演他們的角色肯德老師和生物老師瓦加斯。其他演員包括考特尼·索恩-史密斯（飾演斯泰西）、華莱士·朗漢（以沃利·沃德一名參演，飾演馬克）、克劳迪娅·韦尔斯（飾演琳達）、帕特里克·丹普西（飾演邁克·達摩尼）、迪恩·卡梅伦（飾演傑夫·斯皮可利）和詹姆斯·纳尔迪尼（飾演布拉德）。吉·麦克唐纳飾演莱斯利·米倫老師，為電視劇的新建角色。
門·扎帕是電視劇的「技術顧問」 。她因剛在高中畢業、比編劇在當時的高中的舉止有更好的把握獲聘用以研究俚语和青少年的行為舉止。丹尼·葉夫曼是該劇主題曲的作曲者和主唱者。

## 外部連結
- 互联网电影数据库（IMDb）上《開放的美國學府》的资料（英文）
- Box Office Mojo上《開放的美國學府》的資料（英文）
- 爛番茄上《開放的美國學府》的資料（英文）
- Metacritic上《開放的美國學府》的資料（英文）